# Ниса (футбольный клуб)
«Ниса» — профессиональный футбольный клуб из Туркменистана. Представляет Ашхабад. Основан в 1994 году при содействии одноимённой ливанской компании. В 2006 году команда покинула высший дивизион Туркменистана.

## История

### Чемпионат Туркменистана
- Чемпион: 1996, 1999, 2001, 2003
- Обладатель Кубка Туркменистана: 1998
- Финалист Кубка: 1997, 2000, 2003

## Известные игроки
- Ровшан Мухадов
- Чары Мухадов
- Евгений Набойченко
- Юрий Бордолимов
- Бегенч Кулиев
- Реджепмурад Агабаев
- Владимир Костюк
- Дидарклыч Уразов
- Мурад Атаев
- Мекан Насыров
- Серик Жейлитбаев
- Виталий Кафанов

## Тренеры

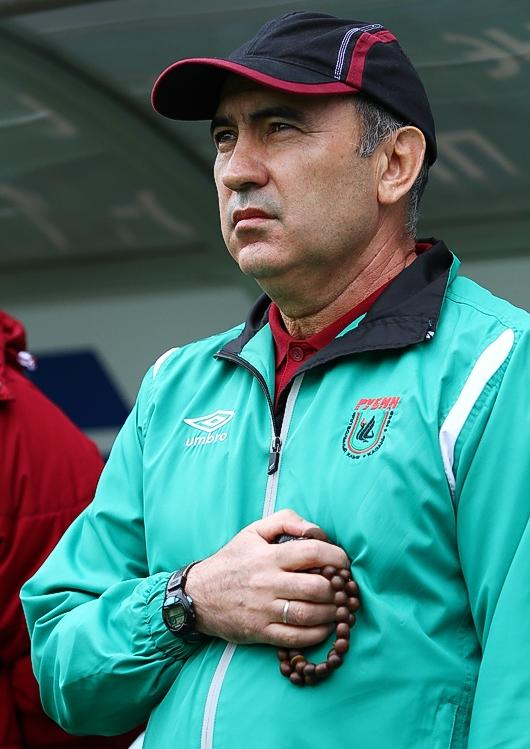
Курбан Бердыев тренировал команду в 90-х годах

- Тачмурад Агамурадов (1994—1996)
- Сергей Морозов (1997, январь-июнь)
- Тачмурад Агамурадов (1997—1998)
- / Курбан Бердыев (1998—1999)
- Ровшан Мухадов (с августа 1999—2000)
- Рахим Курбанмамедов (2001—2004)
- Виктор Курочкин (2005, май-сентябрь)
- Борис Григорьянц (2005, с сентября)
- Камиль Мингазов (2006, с июня)

## Азиатские кубки
| Сезон   | Турнир                                   | Раунд           |                   | Клуб                         | Счет       | Состав | Голы                                                              |
| ------- | ---------------------------------------- | --------------- | ----------------- | ---------------------------- | ---------- | --- | ----------------------------------------------------------------- |
| 1997-98 | Азиатский Кубок чемпионов                | Квалиф. раунд   | Флаг Казахстана   | Тараз                        | (2-2, 2-0) | //Клименко, Поддуев (Еропкин, 80), Тепляков, Луис Родригес, Бордолимов, А.Мередов, Шукуров, Пономарев (Костюк, 58), Уразов (К.Мередов, 84), Агабаев, Шумилов                                                                                             | Д.Уразов, 28, Агабаев, 43//Агабаев, 17, Бордолимов, 84            |
|         |                                          | 2-й раунд       | Флаг Узбекистана  | Навбахор                     | (1-6, 2-2) | | //Уразов, 52, Пономарев, 74                                       |
| 1998-99 | Кубок обладателей кубков Азии по футболу | 1-й раунд       | Флаг Казахстана   | Кайсар                       | (1-0, 1-1) | Бутенко, Курбанмамедов, Бордолимов, Корж, Поддуев, Сапаралиев (Луис Родригес, 46), Мередов, Пономарев, Байлиев, Уразов (Мухадов, 46), Агабаев // | Агабаев, 87 //Агабаев, 52                                         |
|         |                                          | 2-й раунд       | Флаг Узбекистана  | Пахтакор (Ташкент)           | (5-0, 0-6) | Бердыев, Курбанмамедов, Бордолимов, Жейлитбаев, Пономарев, Агабаев, Корж, Еропкин, Поддуев, Уразов, Байлиев//Бердыев, Курбанмамедов (Р.Мухадов, 46), Сапаралиев, Пономарев, Корж, Еропкин, Поддуев, Уразов (Кафанов, 2), Байлиев, Нурсахатов, Жейлитбаев | Бордолимов, 18,85, Уразов, 38, Агабаев, 65, Жейлитбаев, 87-пен.// |
| 2000-01 | Азиатский Кубок чемпионов                | 1-й раунд       | Флаг Казахстана   | Иртыш (Павлодар)             | (1-3, 1-2) | //Клименко,… | Ч. Мухадов, 80//Костюк, 76-пен.                                   |
| 2001-02 | Кубок обладателей кубков Азии по футболу | 1-й раунд       | Флаг Таджикистана | Регар-ТадАЗ                  | (1-0, 1-4) | |                                                                   |
| 2002-03 | Лига чемпионов АФК                       | Групповой раунд | Флаг Узбекистана  | Пахтакор (Ташкент)           | 0-3        | |                                                                   |
|         |                                          | Групповой раунд | Флаг Ирака        | Аль-Талаба                   | 0-3        | |                                                                   |
|         |                                          | Групповой раунд | Флаг Ирана        | Пирузи                       | 1-4        | | Аманмурад Мередов, 89-пен.                                        |
| 2004    | Кубок АФК                                | Групповой раунд | Флаг Бангладеш    | Муктиджоддха Сангсад (Дакка) | 1-0        | |                                                                   |
|         |                                          | Групповой раунд | Флаг Йемена       | Аль-Шааб                     | 1-0        | |                                                                   |
|         |                                          | Групповой раунд | Флаг Ливана       | Аль-Нижмех                   | 1-3        | |                                                                   |
|         |                                          | Групповой раунд | Флаг Ливана       | Аль-Нижмех                   | 0-1        | |                                                                   |
|         |                                          | Групповой раунд | Флаг Бангладеш    | Муктиджоддха Сангсад (Дакка) | 0-0        | |                                                                   |
|         |                                          | Групповой раунд | Флаг Йемена       | Аль-Шааб                     | (+:-)      | |                                                                   |
| 2005    | Кубок АФК                                | Групповой раунд | Флаг Бангладеш    | Бразерз Юнион (Дакка)        | 1-1        | М.Шамурадов, Абдуллаев, Реджепов, Геворкян, Даянч Уразов (Мингазов, 90), Пронченко, Земсков, Чолиев, Каландаров, Расиф Керимов, Хамраев | Даянчклыч Уразов '17                                              |
|         |                                          | Групповой раунд | Флаг Ливана       | Аль-Нижмех                   | 0-1        | М.Шамурадов, Чолиев, Реджепов, Хамраев, Земсков (Расиф Керимов, 87), Боровик (Абдуллаев, 78), Белых, Чонкаев, Каландаров, Даянч Уразов (Канаев, 70), Б.Шамурадов                                                                                         |                                                                   |
|         |                                          | Групповой раунд | Флаг Ливана       | Аль-Нижмех                   | 0-1        | |                                                                   |
|         |                                          | Групповой раунд | Флаг Бангладеш    | Бразерз Юнион (Дакка)        | 0-0        | Шамурадов, Мингазов, Абдуллаев, Реджепов, Расиф Керимов, М.Байрамов, (Боровик, 61), Пронченко (Казанков, 79), Хамраев, Земсков, Чонкаев, Даянч Уразов (Тузбаев, 85)                                                                                      |                                                                   |